# Goniocidaris
Genre
Goniocidaris est un genre d'oursins de la famille des Cidaridae.

## Caractéristiques

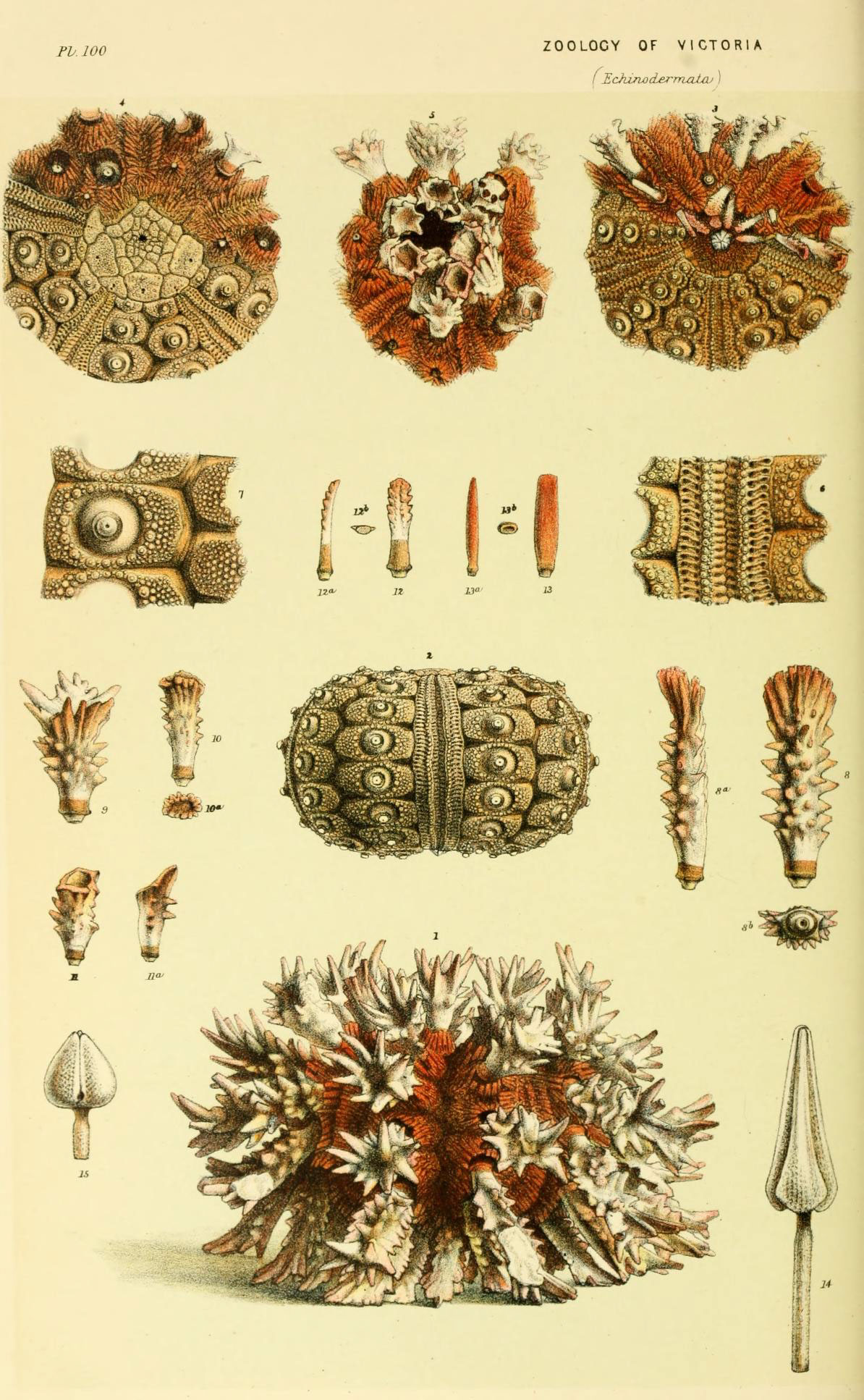
Planche d'illustrations de Goniocidaris tubaria.

Ce sont des oursins réguliers : le test (coquille) est arrondi, avec le péristome (bouche) située au centre de la face orale (inférieure) et le périprocte (appareil contenant l'anus et les pores génitaux) à l'opposé, au sommet de la face aborale (supérieure).
Les oursins de ce genre sont principalement reconnaissables à leurs radioles (piquants) de forme insolite : les radioles primaires sont longues et robustes, mais aussi très irrégulières, recouvertes d'excroissances corticales formant parfois des poils ou des pics secondaires, disposés de manière plus ou moins chaotique, celles de la face aborale se terminant souvent par d'étonnantes structures évasées, éventuellement en forme de trompette ou d'ombrelle. Le test est légèrement subconique sur ce genre. Le disque apical est large, et mesure entre 30 et 40 % du diamètre du test chez l'adulte ; il est monocyclique, et uniformément couvert de tubercules (et donc de radioles). Les plaques oculaires sont larges, avec un dimorphisme sexuel au niveau de la largeur des pores génitaux. Les ambulacres sont larges et presque droits, avec des paires de pores disposées horizontalement, et bien séparées. Les interambulacres peuvent contenir jusqu'à 12 plaques par série, et portent des tubercules primaires perforés et non crénulés, montés sur des aréoles bien incisées. Les cercles scrobiculaires sont bien différentiés, avec des tubercules extrascrobiculaires de petite taille mais denses. Les sutures horizontales et interradiales sont profondément creusées.
Ces oursins semblent être apparus au Crétacé (Maastrichtien). Les espèces contemporaines vivent souvent en profondeur, principalement dans les mers du bassin Indo-Pacifique.

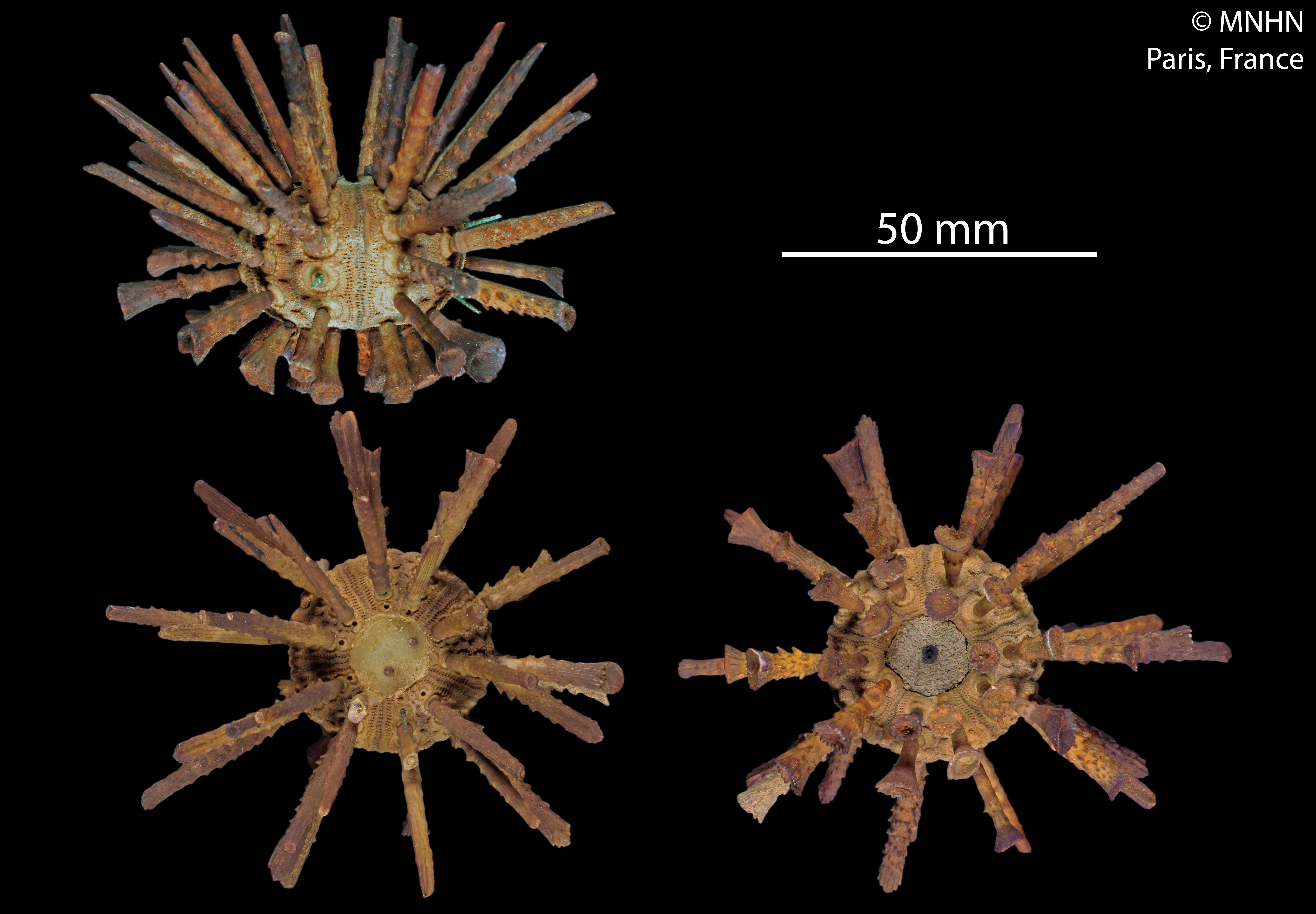
Goniocidaris tubaria du Muséum National d'Histoire Naturelle
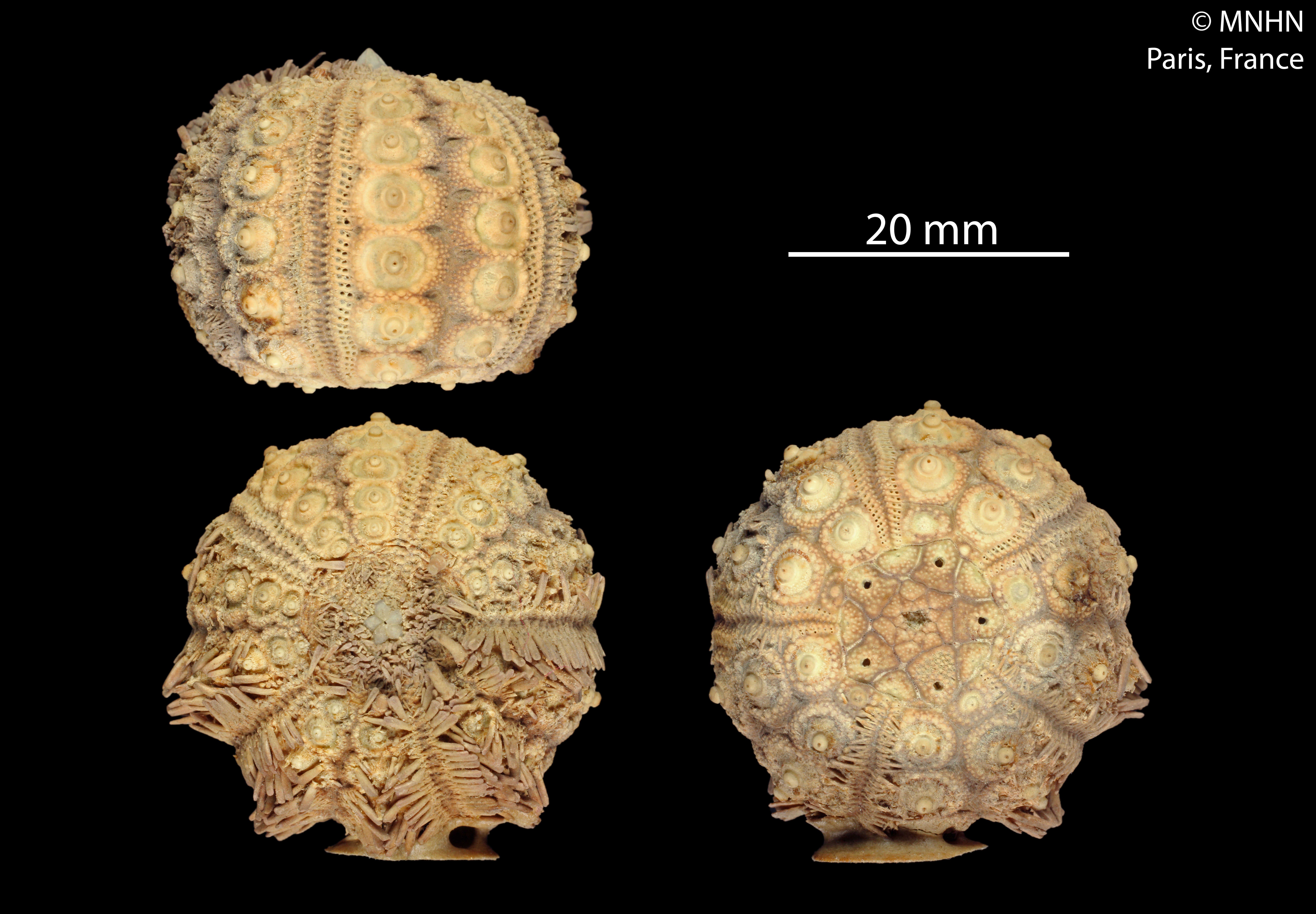
Test nettoyé (idem)
Goniocidaris indica

## Taxinomie
Selon World Register of Marine Species (3 février 2014) :
- Goniocidaris alba Mortensen, 1928 -- Indo-Pacifique central (proche de G. clypeata)
- Goniocidaris australiae Mortensen, 1928 -- Indo-Pacifique central (proche de G. clypeata)
- Goniocidaris balinensis Mortensen, 1932 -- Indo-Pacifique central (proche de G. florigera)
- Goniocidaris biserialis (Döderlein, 1885) -- Sud du Japon et mer de Chine (proche de G. florigera)
- Goniocidaris clypeata Döderlein, 1885 -- Indo-Pacifique central (du Japon à la Tasmanie)
- Goniocidaris corona Baker, 1968 -- Nouvelle-Zélande (nord)
- Goniocidaris crassa Mortensen, 1928 -- Philippines et peut-être région malgache (proche de G. clypeata)
- Goniocidaris fimbriata (de Meijere, 1904) -- Indo-Pacifique central (proche de G. clypeata)
- Goniocidaris florigera A. Agassiz, 1879 -- Indo-Pacifique central (des Philippines à la Nouvelle-Zélande)
- Goniocidaris impressa Koehler, 1926 -- Tasmanie
- Goniocidaris indica Mortensen, 1939 -- Comores et côte est-africaine (proche de G. clypeata)
- Goniocidaris magi Pawson, 1964 -- Nouvelle-Zélande (nord)
- Goniocidaris mikado (Döderlein, 1885) -- Sud du Japon et Mer de Chine
- Goniocidaris parasol Fell, 1958 -- Nouvelle-Zélande abyssale (proche de G. clypeata)
- Goniocidaris peltata (Mortensen, 1927) -- Indo-Pacifique central des Philippines à la Nouvelle-Calédonie (proche de G. mikado)
- Goniocidaris sibogae Mortensen, 1928 -- De l'Indonésie à la Tasmanie (proche de G. clypeata)
- Goniocidaris spinosa Mortensen, 1928 -- Indo-Pacifique central (proche de G. florigera)
- Goniocidaris tenuispina Mortensen, 1927 -- Philippines
- Goniocidaris tubaria (Lamarck, 1816) -- Australie et Nouvelle-Zélande
- Goniocidaris umbraculum Hutton, 1878

Goniocidaris alba
Goniocidaris australiae
Goniocidaris balinensis
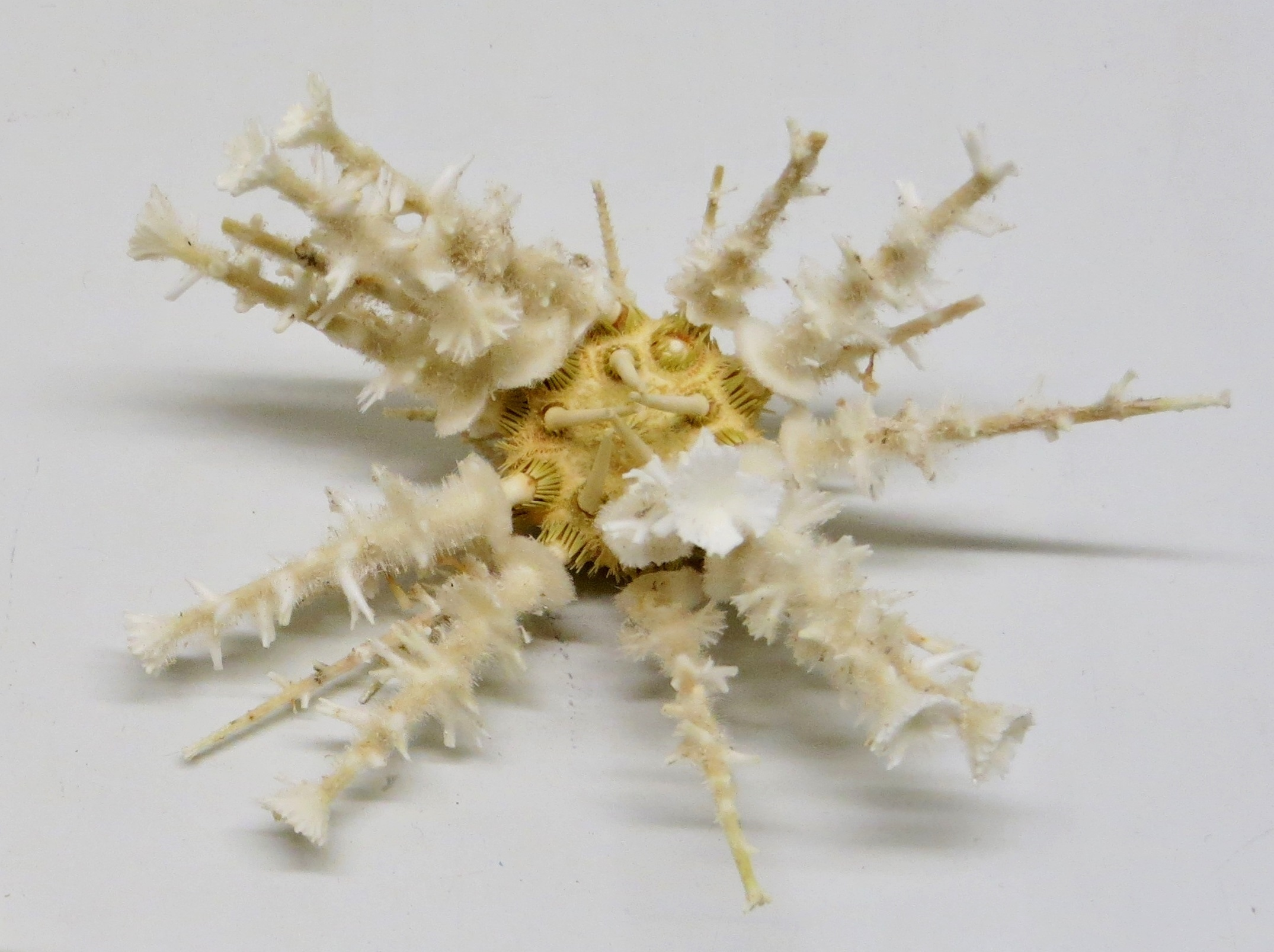
Goniocidaris cf clypeata séché (Antarctique).
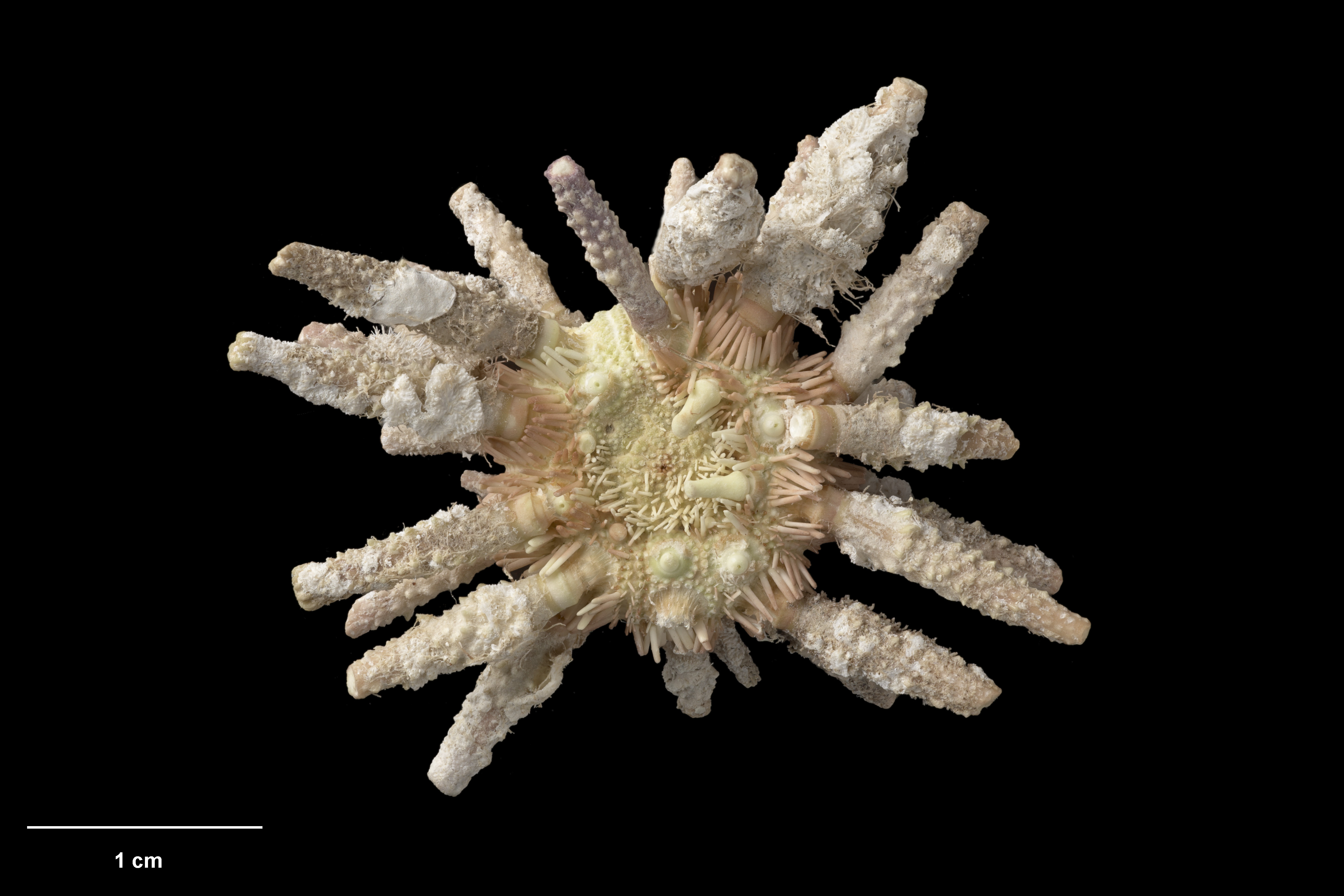
Goniocidaris corona
Goniocidaris crassa
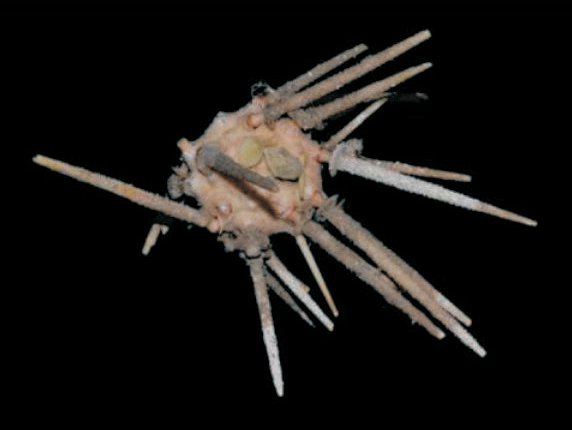
Goniocidaris indica
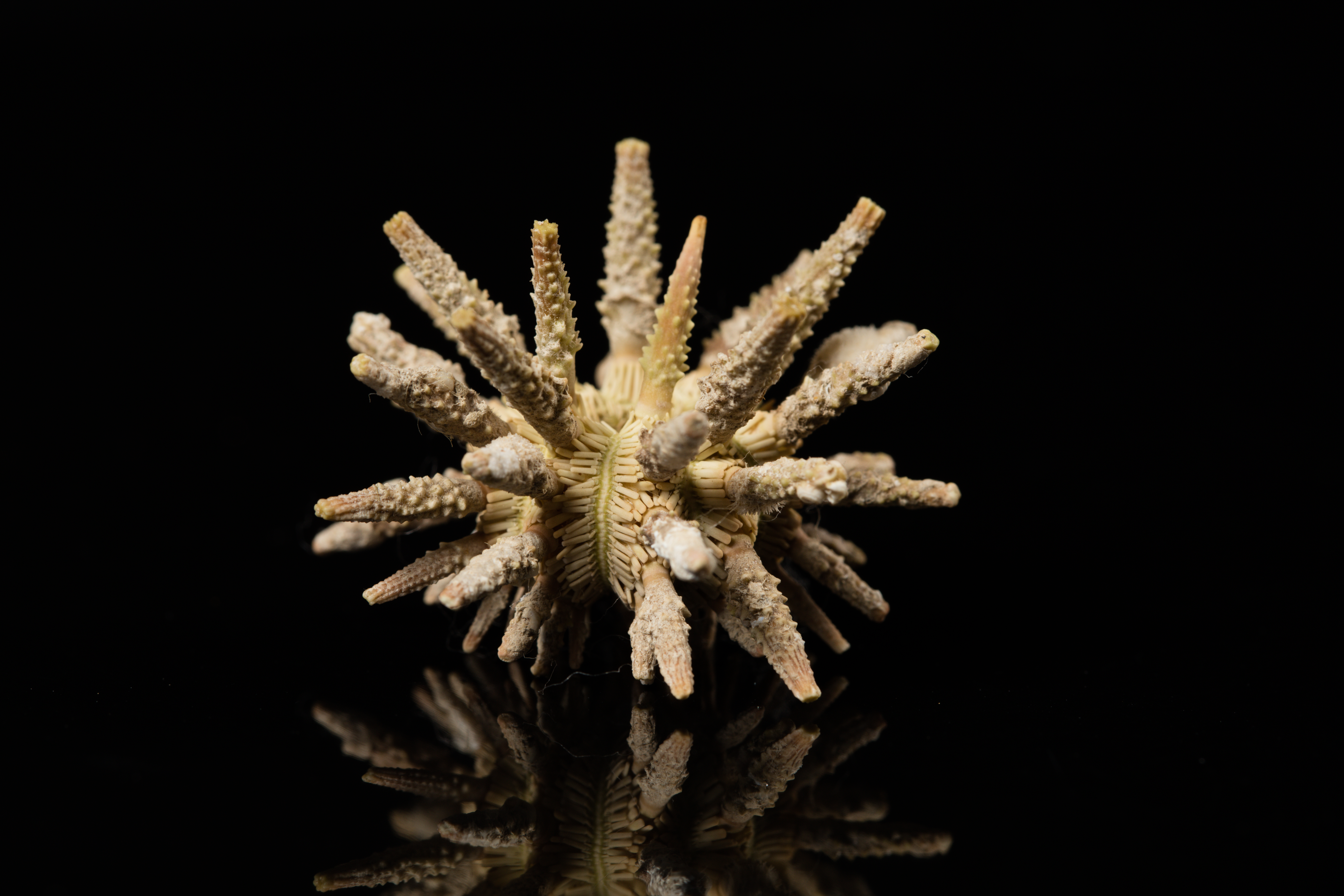
Goniocidaris magi
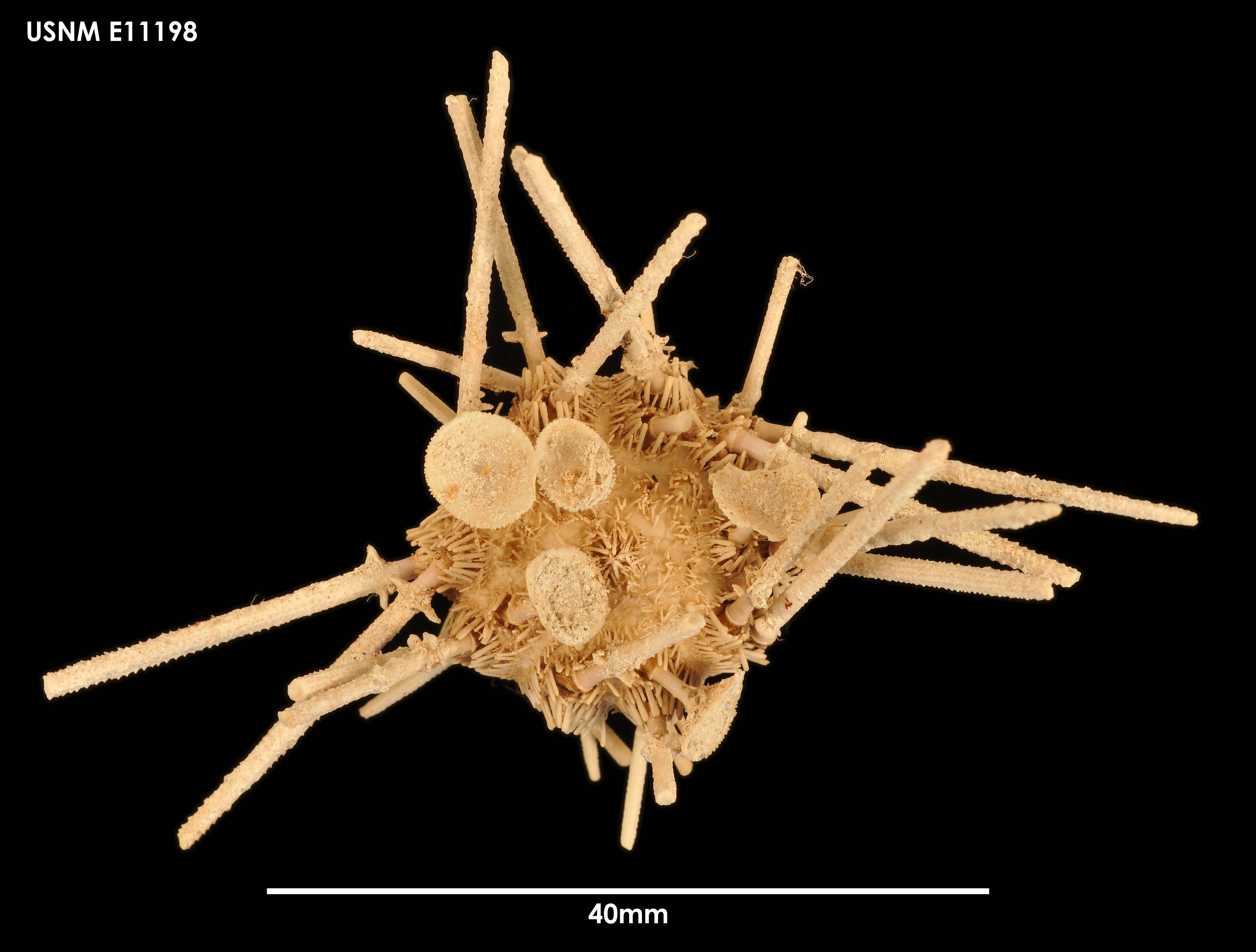
Goniocidaris parasol
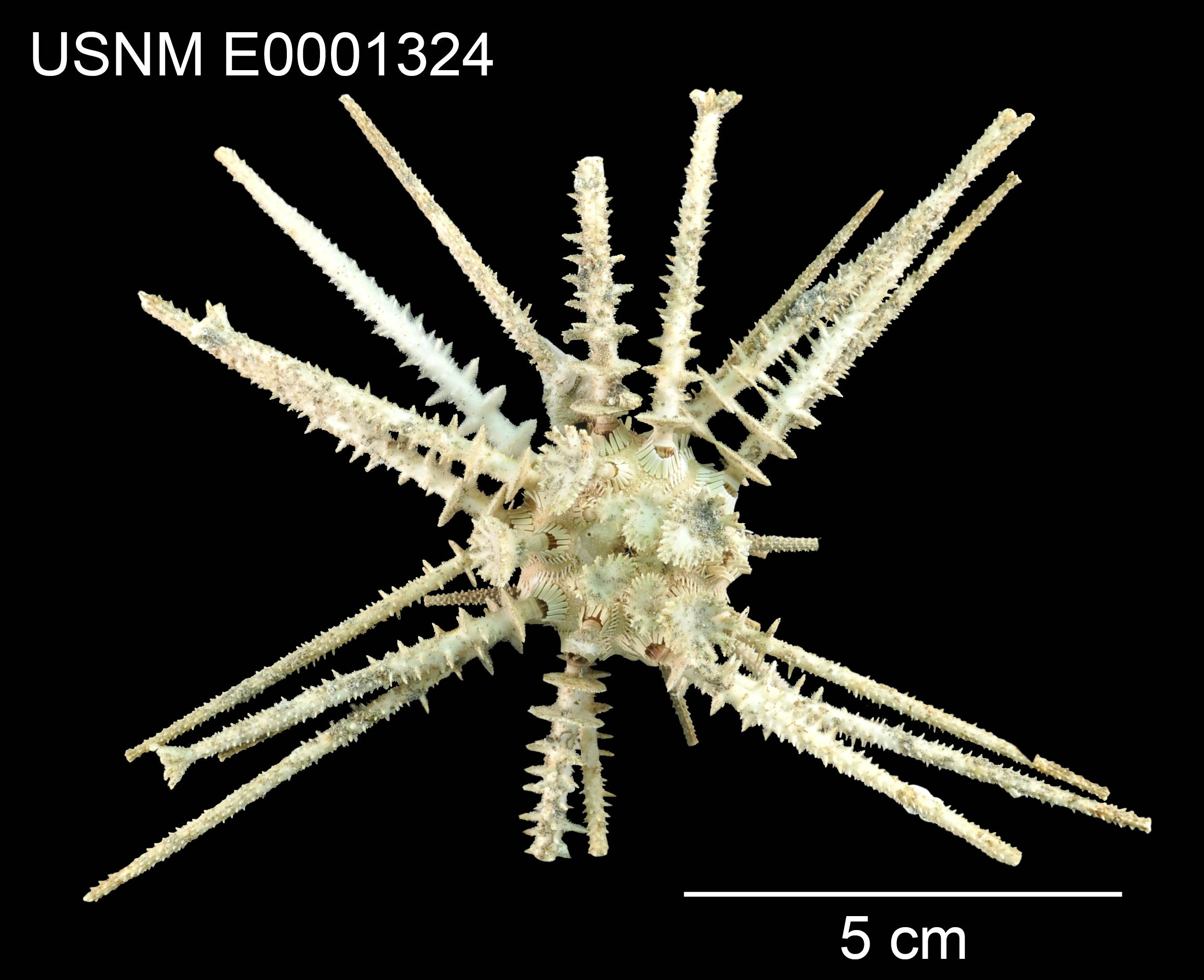
Goniocidaris peltata
Goniocidaris spinosa
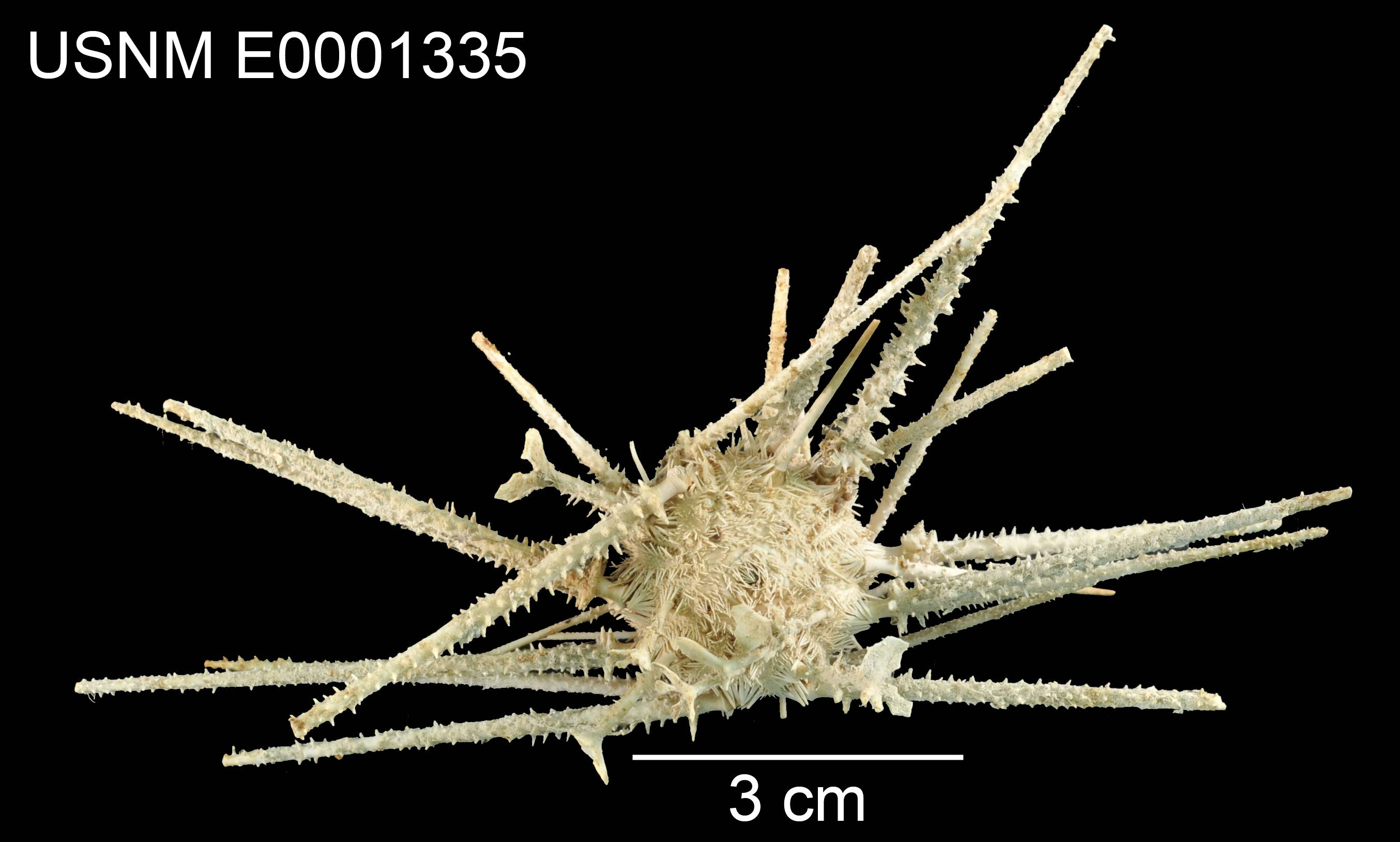
Goniocidaris tenuispina
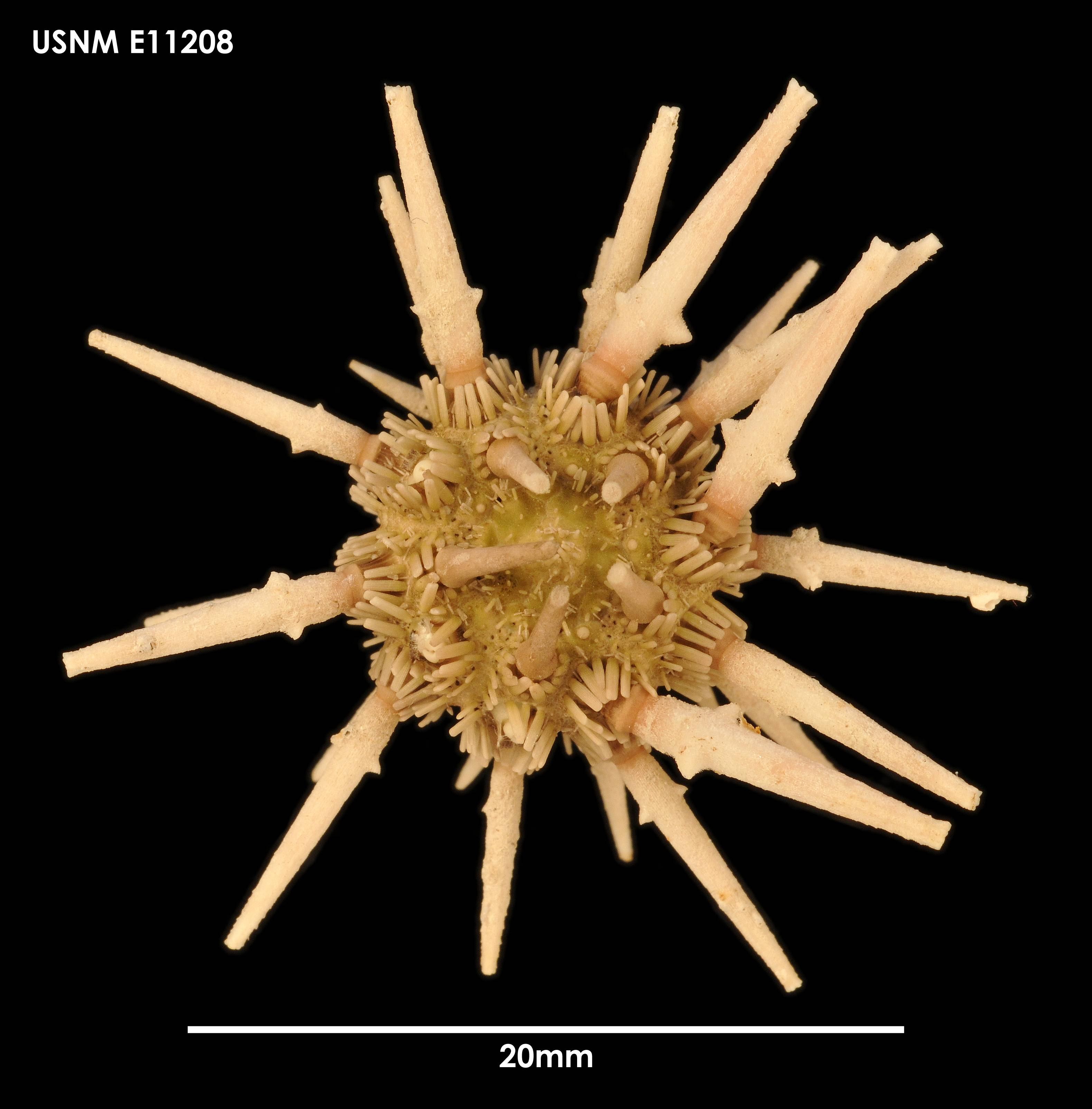
Goniocidaris umbraculum

L'Echinoid Dorectory ajoute ces taxons fossiles : 
- Goniocidaris  murrayensis Chapman & Cudmore, 1928 -- Miocène, Australie.
- Goniocidaris praecipua Philip, 1964 -- Miocène supérieur, Australie.
- Goniocidaris affinis Duncan & Sladen, 1888 -- Miocène, Pakistan.
- Goniocidaris halaensis Duncan & Sladen, 1888 -- Miocène, Pakistan.

L'Echinoid Directory propose aussi de diviser ce vaste genre en plusieurs sous-genres (non repris par WoRMS) : 
- Goniocidaris (Aspidocidaris) Mortensen, 1928 (radioles très baroques, fournie en longs poils corticaux formant des piquants et une pointe évasée en trompette)
  - Goniocidaris (Aspidocidaris) alba Mortensen, 1928 -- Japon
  - Goniocidaris (Aspidocidaris) australiae Mortensen, 1928 -- Australie
  - Goniocidaris (Aspidocidaris) clypeata Doderlein, 1885 -- Japon
  - Goniocidaris (Aspidocidaris) crassa Mortensen, 1928 -- Mindanao
  - Goniocidaris (Aspidocidaris) fimbriata (de Meijere) -- Malaisie
  - Goniocidaris (Aspidocidaris) sibogae Mortensen, 1928 -- Japon
- Goniocidaris (Cyrtocidaris) Mortensen, 1927 (radioles longues et fines, duveteuses, avec en général un disque basal et un disque terminal)
  - Goniocidaris (Cyrtocidaris) tenuispina Mortensen, 1927
- Goniocidaris (Discocidaris) Doderlein, 1885 (radioles très baroques, fournie en longs poils corticaux formant des piquants et parfois de petits disques)
  - Goniocidaris (Discocidaris) mikado (Doderlein, 1885) -- Japon
  - Goniocidaris (Discocidaris) peltata (Morensen, 1928) -- îles Kei
- Goniocidaris (Petalocidaris) Mortensen, 1903 (radioles rugueuses et irrégulières, portant des épines et parfois des disques basaux)
  - Goniocidaris (Petalocidaris) biserialis (Doderlein, 1885) -- Japon
  - Goniocidaris (Petalocidaris) florigera (Agassiz, 1879) -- Indo-Pacifique
  - Goniocidaris (Petalocidaris) spinosa Mortensen, 1928 -- Philippines
  - Goniocidaris (Petalocidaris) prunispinosa Chapman & Cudmore, 1928 † -- Miocène, Australie